# Sesieutes schwendingeri
Sesieutes schwendingeri är en spindelart som beskrevs av Christa L. Deeleman-Reinhold 200. Sesieutes schwendingeri ingår i släktet Sesieutes och familjen månspindlar.
Artens utbredningsområde är Thailand. Inga underarter finns listade i Catalogue of Life.